# 16682 Donati
16682 Donati è un asteroide della fascia principale. Scoperto nel 1994, presenta un'orbita caratterizzata da un semiasse maggiore pari a 2,2436356 au e da un'eccentricità di 0,0512732, inclinata di 2,28403° rispetto all'eclittica.
L'asteroide è dedicato all'astronomo italiano Giovanni Battista Donati.